# トホグリフロジン
トホグリフロジン（Tofogliflozin）は2型糖尿病治療薬のひとつで、SGLT-2阻害薬である。製品名はデベルザ（興和創薬販売、興和製造販売）およびアプルウェイ（サノフィ製造販売）。日本では2014年3月24日に製造承認された。

## 適応
- 2型糖尿病

## 作用機序
SGLT（英: Sodium-Glucose Co-Transporter： ナトリウム依存性グルコース輸送体）は、細胞表面に存在する膜タンパク質で、ナトリウムとブドウ糖の細胞内への共輸送をつかさどっている。SGLT-2は、SGLTのサブタイプの一つで腎臓近位尿細管に多く存在し、ブドウ糖の尿中からの再取り込みにおいて重要な役割を担っている（SGLT-1は小腸粘膜に多く存在し、食事からのブドウ糖の吸収を担っている）。トホグリフロジンはこのSGLT-2を選択的に阻害することで、ナトリウムとブドウ糖の原尿中からの再取り込みを抑制し、ブドウ糖の尿中排泄を促進することで、血糖値を低下させる。インスリン非依存性に血糖降下作用を発揮し、高インスリン血症を来さないため、インスリンの直接作用による副作用（低血糖、体重増加など）が発現しにくいことが期待されている。

## 副作用
治験では37.5%に副作用が発生した。主な副作用は、血中ケトン体増加(11.0%)、口渇(7.5%)、頻尿(7.5%)等であった。
添付文書に重大な副作用として記載されているものは、低血糖、腎盂腎炎、敗血症、脱水、ケトアシドーシス（全て頻度不明）である。血糖管理が良好な場合でも、脂肪酸代謝の亢進によるケトアシドーシスが起こる可能性がある。
- 脱水症 ... ナトリウム利尿、浸透圧利尿のため、尿量が増加する。
- 尿路感染症 ... 尿糖により細菌感染症が増加する。

市販直後調査の中間報告で1例の死亡例が報告された。本剤服用のほか、下痢、嘔吐、発汗、利尿薬併用、水分摂取不十分を理由として脱水を来し、高血糖昏睡により死亡したとみられる。